# Friedrich August von Gebler

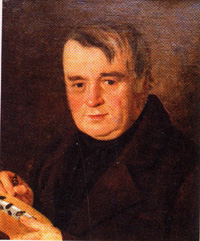
Friedrich August von Gebler

Friedrich August von Gebler (* 15. Dezember 1781 in Zeulenroda, Fürstentum Reuß; † 9. März 1850 in Barnaul, Altai, Russland) war ein deutscher Arzt, Entomologe und Naturforscher, der aus Thüringen 1808 nach Russland ging und sich in Barnaul im Altai niederließ. Im Russischen ist er bekannt als Фридрих Август фон Геблер (Fridrich Awgust fon Gebler) auch als Фёдор Вильмов oder Фёдор Васильевич Геблер (Fjodor Wilmow/Fjodor Wassiljewitsch Gebler).

## Leben
Gebler entstammte einer fürstlichen Beamtenfamilie. Mit 16 Jahren begann er an der Universität Jena Medizin und Naturwissenschaften zu studieren. 1802 promovierte er in Jena zum Doctor medicinae et chirurgiae und praktizierte danach in Zeulenroda, Greiz und in Dresden. 1808 ging er aufgrund eines Zeitungsinserates der russischen Regierung nach Sankt Petersburg, wo er 1809 das russische Staatsexamen ablegte. Er erhielt einen Vertrag zunächst bis 1816 für die Stadt Barnaul im Altai in Südsibirien, wo er Krankenhaus- und Grubenarzt wurde. Er heiratete die Russin Alexandra Zonbareva, zusammen hatten sie fünf Kinder. Gebler wurde Chefarzt und Chefapotheker der Region und medizinischer Oberinspektor aller Erzbergwerke der Region, 1836 nahm er die russische Staatsbürgerschaft an.
1833 wurde er zum korrespondierenden Mitglied der Akademie der Wissenschaften in Sankt Petersburg gewählt.
Neben seinen Aufgaben als Arzt und Beamter war Gebler ein leidenschaftlicher Naturkundler, er erkundete Flora und Fauna des Altai-Gebietes. Im Altai wurde ein Gletscher nach ihm benannt, er erforschte die heißen Quellen des südlichen Altai. Als erster beschrieb er mehrere Käferarten und das Altaikönigshuhn, den Tetraogallus altaicus Gebler.
1826 besuchte ihn der Botaniker Carl Friedrich von Ledebour, 1829 besuchte ihn Alexander von Humboldt zusammen mit Christian Gottfried Ehrenberg auf ihren jeweiligen Expeditionen. Gebler begründete auch 1823 das Naturhistorische Museum in Barnaul, er starb hochangesehen im Jahr 1850.
In der Gemeinde Zeulenroda-Triebes sind eine Straße und ein Platz nach Gebler benannt.